# Roy Brown (aviatore)
Arthur Roy Brown (Carleton Place, 23 dicembre 1893 – Stouffville, 9 marzo 1944) è stato un aviatore canadese, tenente del Royal Naval Air Service (RNAS) e in seguito capitano a titolo onorifico della Royal Air Force (RAF).

## Carriera
Nel 1915 fu arruolato nel RNAS, terminato l'addestramento nell'aprile del 1917 fu assegnato alla 9ª Squadriglia aeronavale, e successivamente riassegnato all'11ª Squadriglia. Nell'autunno del 1917 ritornò alla 9ª Squadriglia, dove volò col Sopwith Camel, assumendone il comando nel febbraio 1918. Il 1º aprile 1918 il Royal Flying Corps (RFC) e il Royal Naval Air Service (RNAS) vennero fusi, dando vita alla Royal Air Force (RAF). La 9ª squadriglia della RNAS divenne così la 209ª Squadriglia RAF. Asso dell'aviazione, è ritenuto uno dei possibili abbattitori del Barone Rosso sebbene recenti ricerche ne attribuiscano il successo al sergente mitragliere Cedric Popkin o all’artigliere Willy John "Snowy" Evans, ambedue australiani della 1st AIF.

## Cinematografia
- Il Barone Rosso (Von Richthofen and Brown), diretto da Roger Corman (1971);
- Il Barone Rosso (The Red Baron), diretto da Nikolai Müllerschön (2008).